# Puente de Hierro (Argentina)
Puente de Hierro es una localidad ubicada en el departamento Guaymallén de la provincia de Mendoza, Argentina.
Limita al norte con canal auxiliar Tulumaya, al sur con calle Ferrari, al este con canal Tulumaya, y al oeste con calle San Miguel. Su superficie de 17.45 km². Posee una vía de conexión interdepartamental que es la calle Severo del Castillo, y el carril Costa de Araujo. Sus arterias primarias son: Ferrari y San Miguel.
El Distrito de Puente de Hierro, está ubicado al este del departamento, dentro del área rural y destinado al desarrollo de la zona industrial, producción agrícola, a la forestación, actividades comerciales y actividades anexas. 
Cuenta con dos escuelas (primaria: Flavio Ferrari; secundaria: Dr. Abel Albino), un centro de salud (centro de salud N.º 246). Además, posee una subcomisaría policial. 
Entre las empresas históricas del distrito se destacan: Frigorífico María del Carmen, dedicado al faneamiento y distribución de carnes vacunas; Pontoni Hnos.,dedicado a la producción y exportación de productos alimenticios como el ajo, tomate, zanahoria, ciruelas, entre otros. También, la zona cuenta con empresas pequeñas y medianas dedicadas a la producción y exportación de ajo (una de las principales actividades económicas del distrito).
Desde hace años, en el distrito,  funciona la Capilla María Mediadora de Todas las Gracias (perteneciente a la Parroquia María Auxiliadora de Los Corralitos). La Capilla se dedica a la difusión del evangelio católico, actividades solidarias, celebraciones litúrgicas, entre otros. Está ubicada en el mismo predio del centro de salud N.º 246.
Los vecinos formaron la Unión Vecinal de Puente de Hierro. En ella, funcionan actividades para niños, jóvenes y adultos. Se realizan reuniones para la mejora permanente del distrito y para dignificar la vida del vecino. Entre las actividades se destacan: clases de teatro, danza, gimnasia artística, entre otras. 
El distrito cuenta con grandes centros para actividades deportivas. Entre ellos se destacan el Club Unión Puente de Hierro y la Subdelegación municipal donde se realizan prácticas y eventos deportivos de toda índole.

## Geografía

### Población
Cuenta con 6290 habitantes (Indec, 2001), lo que representa un marcado incremento del 110% frente a los 2992 habitantes (Indec, 1991). Esta cifra incluye los barrios Los Olivos, 9 de Enero, Kraff, San Vicente I, II y III., Malvinas Argentinas, El Libertador, Grilli y Evelin. La densidad de población de 358 hab/km².

### Sismicidad
La sismicidad del área de Cuyo (centro oeste de Argentina) es frecuente y de intensidad muy alta, con un silencio sísmico de terremotos medios a graves cada 20 años.
- Sismo de 1861: aunque dicha actividad geológica catastrófica ocurre desde épocas prehistóricas, el terremoto del 20 de marzo de 1861 (164 años), con 12 000 muertes,[2] señaló un hito importante dentro de la historia de eventos sísmicos argentinos ya que fue el más fuerte registrado y documentado en el país. A partir del mismo los sucesivos gobiernos mendocinos y municipales han ido extremando cuidados y restringiendo los códigos de construcción.[1] Con el terremoto de San Juan del 15 de enero de 1944 (81 años) los gobiernos tomaron estado de la enorme gravedad crónica de sismos de la región.
- Sismo de 1920: de 6,8 de intensidad, destruyó parte de sus edificaciones y abrió numerosas grietas en la zona. Hubo 250 muertes por destrucción de casas de adobe[2][1]
- Sismo del sur de Mendoza de 1929: muy grave, y al no haber desarrollado ninguna medida preventiva, a pesar de haber transcurrido solo nueve años del anterior, mató a 30 habitantes por la caída de casas de adobe[1]
- Sismo de 1985: fue otro episodio grave,[3] de 9 s de duración, derrumbando el viejo Hospital del Carmen de Godoy Cruz.

## Historia
Por ordenanza 3702/93 se crea como Distrito Puente de Hierro, la zona comprendida entre canal auxiliar Tulumaya, Nuevo Tulumaya, Arroyo Fernández, Ferrari y calle San Miguel desde Ferrari hasta Nuevo Tulumaya. Modificando el distrito Los Corralitos y pasando a ser el distrito número veinte.